# Airwolf
AirWolf, in italiano inizialmente trasmessa su Italia 1 con il titolo Supercopter, è una serie televisiva statunitense prodotta dal 1984 al 1987 e creata da Donald P. Bellisario (già creatore di Magnum, P.I.).
La sigla della serie è stata composta ed eseguita da Sylvester Levay e contiene un suono sintetizzato del rotore di un elicottero in volo.

## Trama
La serie è incentrata su un elicottero militare supersonico segreto, nome in codice Airwolf, e sul suo pilota. Gli episodi avevano per tema la guerra fredda e in genere la trama prevedeva la presenza di una spia a cui i protagonisti dovevano sabotare i piani. Il personaggio principale è Stradivarius Hawke (Stringfellow Hawke nella versione originale, interpretato da Jan-Michael Vincent), un solitario che vive in una baita in montagna, in compagnia solo del suo cane Tet e della fauna del luogo. Hawke trascorre la maggior parte del suo tempo da solo con la sua inestimabile collezione di dipinti e suonando il suo altrettanto prezioso violoncello Stradivari. Il suo unico vero amico e mentore è il vecchio, eternamente allegro, Dominic Santini (interpretato da Ernest Borgnine).
In precedenza, Hawke era un collaudatore per Airwolf, un avanzato elicottero supersonico con capacità stealth e un formidabile arsenale costruito dalla CIA. Quando Airwolf viene trafugato dal suo creatore, il dottor Charles Henry Moffet, Hawke viene invitato da un uomo chiamato in codice Arcangelo – il leader della divisione governativa che ha costruito Airwolf – ad andare in Libia a recuperarlo. Hawke e Santini recuperano Airwolf, e tornano negli Stati Uniti ma anziché restituire la prodigiosa arma, nascondono l'elicottero nella "Tana", una grande grotta naturale nella remota "Valle degli Dei" (modellata visivamente sulla Monument Valley).
Hawke rifiuta di restituire Airwolf fino a quando il governo degli Stati Uniti non riuscirà a trovare suo fratello, che è disperso in azione nella guerra del Vietnam. Arcangelo quindi offre protezione a Hawke e Santini da altre agenzie governative che potrebbero tentare di recuperare Airwolf, in cambio essi devono svolgere missioni di importanza nazionale. Nonostante ciò, soprattutto nella prima stagione, spesso il Governo degli USA cercava di impadronirsi dell'elicottero, da cui una naturale diffidenza di Hawke verso Arcangelo e la sua agenzia.
La prima stagione della serie ha un'ambientazione più cupa e piuttosto riflessiva della guerra fredda, contemporanea alla realizzazione. Poiché la CBS voleva rendere la serie più orientata alla famiglia, il programma è stato trasformato durante la seconda stagione in uno spettacolo più leggero, con Hawke e Santini maggiormente cooperativi con il Governo e con l'aggiunta di un personaggio femminile regolare.

### L'elicottero
L'elicottero Airwolf era un Bell 222 esteticamente modificato, numero di serie 47085, a volte ufficiosamente chiamato Bell 222A. Durante le riprese della serie, l'elicottero era di proprietà dell'azienda Jetcopters, Inc. di Van Nuys, in California. Dopo la fine della serie fu venduto e divenne un elicottero per elisoccorso in Germania, dove si schiantò durante un temporale il 6 giugno 1992, uccidendo tutti e tre i membri dell'equipaggio.
Il concetto alla base di Airwolf era un elicottero armato supersonico che poteva essere mascherato da veicolo civile. Airwolf è un velivolo corazzato e invisibile con il motore silenzioso che può eseguire manovre e acrobazie impossibili, incluso viaggiare a velocità altissime, volare capovolto e andare nella stratosfera. Alcune di queste impossibili capacità sono spiegate nella serie da caratteristiche quali motori a reazione ausiliari, pale del rotore che possono essere disimpegnate per il volo supersonico e così via.

## Episodi
| Stagione         | Episodi | Prima TV originale | Prima TV Italia |
| ---------------- | ------- | ------------------ | --------------- |
| Prima stagione   | 12      | 1984               |                 |
| Seconda stagione | 22      | 1984-1985          |                 |
| Terza stagione   | 22      | 1985-1986          |                 |
| Quarta stagione  | 24      | 1987               |                 |

In realtà la quarta stagione è l'inizio di una nuova serie, dove il pilota dell'elicottero viene sostituito dal fratello. In Italia non è mai stata trasmessa.

## Videogiochi
Diversi videogiochi vennero pubblicati con licenza ufficiale della serie:
- Airwolf (1984) per vari home computer
- Airwolf (1985) per Atari 8-bit
- Airwolf (1987) per sala giochi e NES
- Airwolf (1989) per NES
- Airwolf 2 (1989) per vari home computer
- Super Airwolf (1991) per Mega Drive